# Traité de Tagilde
Le Traité de Tagilde signé le 10 juillet 1372 à Tagilde, au Portugal, fut un des plus importants accords politiques signé par le Portugal. Le roi Ferdinand Ier de Portugal signa avec les représentants de Jean de Gand, duc de Lancastre, ce qu'ils appelèrent « pacte de Tagilde ». Cet accord constitua la base juridique du futur traité d'Alliance anglo-portugaise, toujours en vigueur aujourd'hui.
Par ce pacte, le Portugal s'engageait à aider Jean de Gande, Duc de Lancastre, sur mer comme sur terre, contre Henri II de Castille et/ou le roi d'Aragon. Le roi portugais ne pouvait acquérir de terres en Castille. En Aragon, les terres seraient à celui, de Ferdinand ou Jean de Gand, qui les prendrait le premier.
Près de l'église de Tagilde, on trouve depuis 1953 une pierre rappelant la signature de ce traité.